# 葉寬
叶宽（1484年—？），字栗夫，福建泉州衛軍籍，江西建昌府南城縣人，明朝政治人物，正德戊辰進士。累官浙江參政。

## 生平
治《易經》，由國子生中式甲子科（1504年）福建鄉試第七十三名舉人，年二十五歲中式正德三年（1508年）戊辰科會試第一百九十一名，第三甲第六十九名進士。授蒙城縣知縣，抵禦刘六、刘七進犯，歷升工部主事、工部营缮司郎中。嘉靖二年（1523年）七月，被外戚陈万言陷害捕入詔獄，不久被释放。嘉靖六年四月出任浙江右参政，八年二月考察，革职閑住，不久去世。

## 家族
曾祖葉海。祖父葉普。父葉宗。母黄氏。重庆下，兄葉恭。